# Gamla Ullevi (1916)

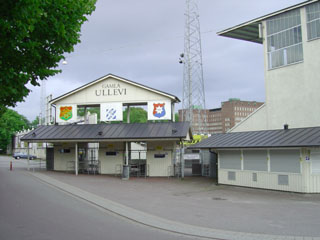

Gamla Ullevi var en fotbollsarena i Göteborg, som invigdes 17 september 1916 och revs med början den 9 januari 2007. På platsen finns idag en ny arena, invigd 5 april 2009, även den med namnet Gamla Ullevi.

## Namn
Från början hette arenan Ullervi fotbollsbana, efter den fornnordiska guden Ull och ordet vi som betyder helig plats, offerplats, hednisk helgedom eller kultplats. Övergången med r i Ullervi kallas för uttalslättnad, och efter påpekande från språkvetaren, professor Hjalmar Lindroth ändrades detta kring år 1920. År 1958 blev namnet "Gamla Ullevi".

## Historia

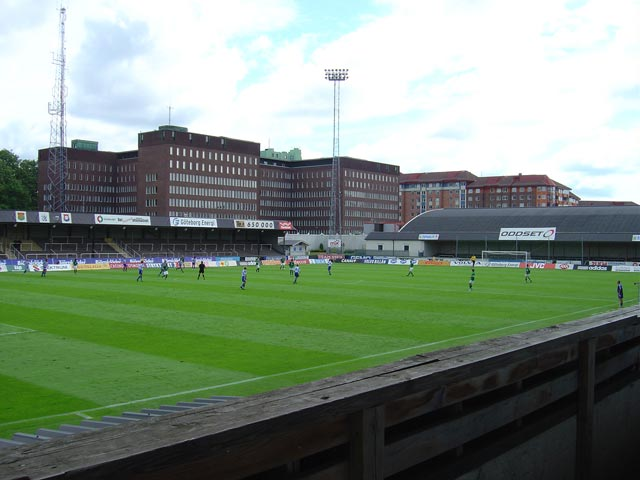
Gamla Ullevis plan, match mellan IFK Göteborg och VfL Wolfsburg i Intertotocupen den 23 juli 2005.

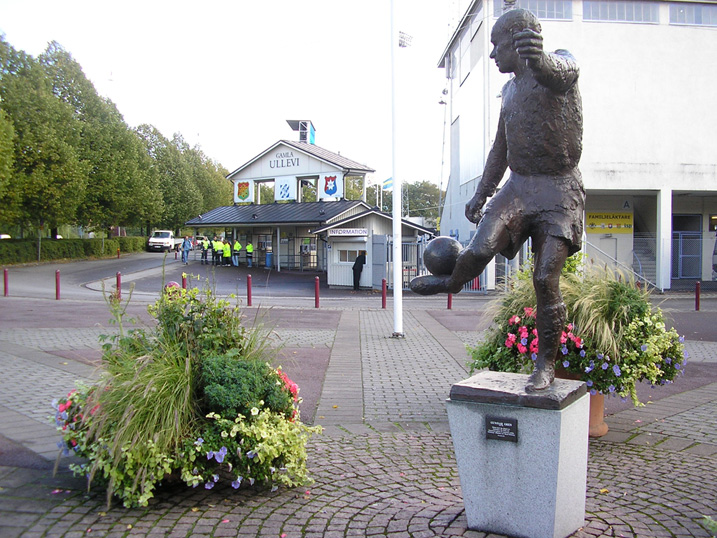
En staty föreställande Gunnar Gren restes 1993 utanför Gamla Ullevi.

Idrottsplatsen på Tegelbruksängen var föregångaren till Gamla Ullevi, och stod färdig den 28 juni 1896. Den byggdes av Göteborgs Velocipedklubb för 28 000 kronor. Läktaren rymde 600 personer, och cykelbanan hade en dosering på en meter. Vintertid pumpades vatten från Fattighusån upp till idrottsplatsen, Skridskoklubben Norden fick därigenom banor både för konståkning, hastighetsåkning och allmänhetens lekar. År 1908 tillkom Walhalla IP som blev Örgryte idrottssällskaps nya arena, efter Balders hage. De flesta idrottsmännen sökte sig därefter till Örgryte IS. I december 1954 invigdes en konstisbana bakom ståplatsläktaren på den östra långsidan. Det var den andra konstfrysta isbanan i Sverige. Tack vare den fick Göteborg sitt första allsvenska ishockeylag 1956, GAIS.
Göteborgs idrottsförbund, med underavdelningar i form av cykel, idrott, skridsko och tennis bildade Göteborgs Idrottsförbunds Förlagsaktiebolag, i syfte att bygga en ny arena. Detta skedde genom insatser av skeppsmäklaren Gösta Dalman, Hugo Levin, som var ordförande i Göteborgs Fotbollsförbund, och IF Kamraternas Herbert Johansson. Aktiekapitalet blev 90 000 kronor. Gamla Ullevi kostade drygt 160 000 att bygga, och blev en ren fotbollsarena. Måtten var 105 X 68 meter. Huvudläktaren hade 600 sittplatser, och publikkapaciteten var på 12 000 personer.
Idrottsplatsen var ritad av arkitekten Hjalmar Zetterström, medan huvudläktaren utformats av arkitekten Karl M. Bengtson. Arenan byggdes 1915-1916 och invigdes den 17 september 1916 klockan 13.00, med matchen IFK Göteborg-Akademisk Boldklub från Köpenhamn, som slutade 2-2 efter att Kamraterna ledde med 2-0 i halvtid. Svensken Erik Börjesson gjorde det första Ullevimålet.
Matchens domare var dr Hagbart Westergaard och det danska laget ställde upp med följande spelare: O. Saabye, A. Neergaard, S. Ringsted, S. Knudsen, H. Theilmann, O. Moltke, S. Knudsen, S. Holm, E. Eriksen, G. Aabye och E. Pedersen. 
I Kamraternas lag ingick: John Karlsson (Nottorp), Henning Svensson, Karl Olsson, G. Magnusson, Konrad Törnqvist, Eric Uhlén, Rolf Borssén, Erik Hjelm, Erik Börjesson, Caleb Schylander och Erik Eiserman.

## Invigningen
Vid Valhalla hade gymnaster och idrottsmän samlats för att marschera längs Sten Sturegatan och till den nya idrottsplatsen, där man skulle defilera inför åskådarna. Under ledning av major Carl Rodhe tågade man in på stadion, där cirka 8 000 personer var samlade (5 837 hade passerat räkneapparaterna, och ett stort antal ungdomar och andra var inbjudna, totalt cirka 8 000). Bland de närvarande fanns ett flertal riksdagsmän, ledamöter av stadsfullmäktige, pressen samt ett stort antal idrottsledare. "Den svenska idrottens fader", Viktor Balck invigde Ullevi, och i sitt tal "-- att det är fest varje gång en ny idrottsplats inviges, och feststämningen går vida ikring, ty fosterlandsvännen glädes åt varje yttring, som tyder på ökad nationell kraft." ÖIS sångkör framförde därefter Wilhelm Stenhammars "Sverige," svenska flaggan hissades och kören sjöng "Hör oss Svea."
Entrébiljetterna kostade: 2:50 för en läktarplats och 1:- för en ståplats. Arenan var vid sin invigning Nordens största fotbollsarena. Från början hette den Ullervi fotbollsbana, efter den fornnordiska guden Ull och ordet vi som betyder helig plats, offerplats, hednisk helgedom  eller kultplats. Övergången med r i Ullervi kallas för uttalslättnad, och efter påpekande från språkvetaren, professor Hjalmar Lindroth ändrades detta kring år 1920.
Arenan övertogs av Göteborgs stad från Göteborgs idrottsförbunds förlagsaktiebolag enligt ett beslut i stadsfullmäktige 24 april 1924 och organiserades under styrelsen för Slottsskogsvallen. Villkoren för detta var bland annat att Göteborgs stad, så länge Ullevi användes till idrottsplats (dock under minst 10 år) skulle betala en årlig summa av 4 500 kronor.
Arenans första föreståndare eller intendent, hette John Kristensson, verksam åren 1916-1948.
Det komponerades en vals till Ullevis ära: "Ullervi-valsen", skapad hos Wilh. Hansens Musik-Forlag i Köpenhamn av kapellmästaren William Rölling.
Gamla Ullevi var Göteborgs stora fotbollsarena tills nya Ullevi stod färdig till VM i fotboll 1958. I samband med detta lämnade även fotbollslagen arenan och den användes enbart för träning samt av lag i de lägre divisionerna. Under 1980-talet och tidigt 1990-tal användes Gamla Ullevi som hemmaarena för Gais damlag. År 1992 återkom herrlagen efter en renovering av arenan och den användes fram till och med den 5 november 2006 för matcher i Fotbollsallsvenskan. Arenan blev dock aldrig godkänd för Europacupspel av Uefa. Gamla Ullevi hade de sista åren en publikkapacitet på 18 000 personer och publikrekordet var 32 357 personer (Örgryte IS-IF Elfsborg 2 maj 1957, i division 2. Matchen slutade 1-2). Fotbollsklubbarna GAIS, IFK Göteborg och Örgryte IS spelade sina hemmamatcher där. Utanför arenan finns en staty av Gunnar Gren som spelade för alla tre hemmalagen.
Den 5 november 2006 spelades den sista matchen. Efter 90 år började arenan rivas den 9 januari 2007 11.15 lokal tid. Strax därefter påbörjades byggandet av en ny arena även den med namnet Gamla Ullevi. Den nyare arenan invigdes 5 april 2009.

## Ny läktare 1935
Vid tidpunkten 1934 hade Ullevi endast 600 sittplatser - plus en tillbyggnad söder om denna med 300 platser - mot 21 800 ståplatser. En enig stadsfullmäktige beslöt därför den 17 maj 1934 att bygga en ny sittplatsläktare för 300 000 kronor och att låna 200 000 kronor av staten för att utföra arbetet som kommunalt beredskapsarbete, med bidrag från Arbetslöshetskommissionen. Intjäningen var beräknad till 60 000 kronor per år. Rivningen av den gamla läktaren påbörjades den 22 oktober samma år. Ingenjör John Lindberg upprättade förslag till bygget och konstruktioner. Karl M. Bengtson var arkitekt och byggmästare Karl Alberts. Hela bjälklaget bestod av fabriksmässigt gjutna block med en längd av 3,9 meter. Måtten var: längd 129 meter, bredd 19 meter och höjd cirka 10 meter. Under läktaren skapades utrymme för 14 omklädningsrum, två badavdelningar med karbad, bassäng, duschar med mera. Dessutom särskilda rum för domare, läkare, expeditions- och klubbrum, rum för pressen, serveringsutrymmen och toaletter. Den nya läktaren invigdes den 22 april 1935 av ordföranden i styrelsen för stadens idrottsplatser, direktör Silfverstolpe. Närvarande var också handelsminister Ekman. Bygget hade kostat 320 000 kronor. Framför den nya läktaren skapades även 4 800 ståplatser.

## Tennis
Tennispaviljongen stod klar den 30 november 1901 efter ritningar av arkitekt Oswald Westerberg. Under sommaren 1902 byggdes sex utomhusbanor. År 1929 tillkom även Tennishallen.

## Ullevi lilla
Ullevi lilla kallades den arena som gick längs Smålandsgatan, där kortsidan var mot det område där Polishuset senare uppfördes. Planen invigdes 1930, och höll regelrätta mått. Läktarna kunde ta emot 3-4 000 åskådare. Det var de lägre divisionerna som spelade sina seriematcher här. GAIS, IFK och ÖIS spelade här sina matcher i Triangelserien samt förlade sina träningar hit. Publikrekordet på 3 140 personer kom måndag den 7 april 1947, då IFK mötte GAIS. Precis på platsen för Ullevi lilla låg Gamla- och Nya Garnisonsbegravningsplatsen, under 1700- och 1800-talen.